# Teledildonica

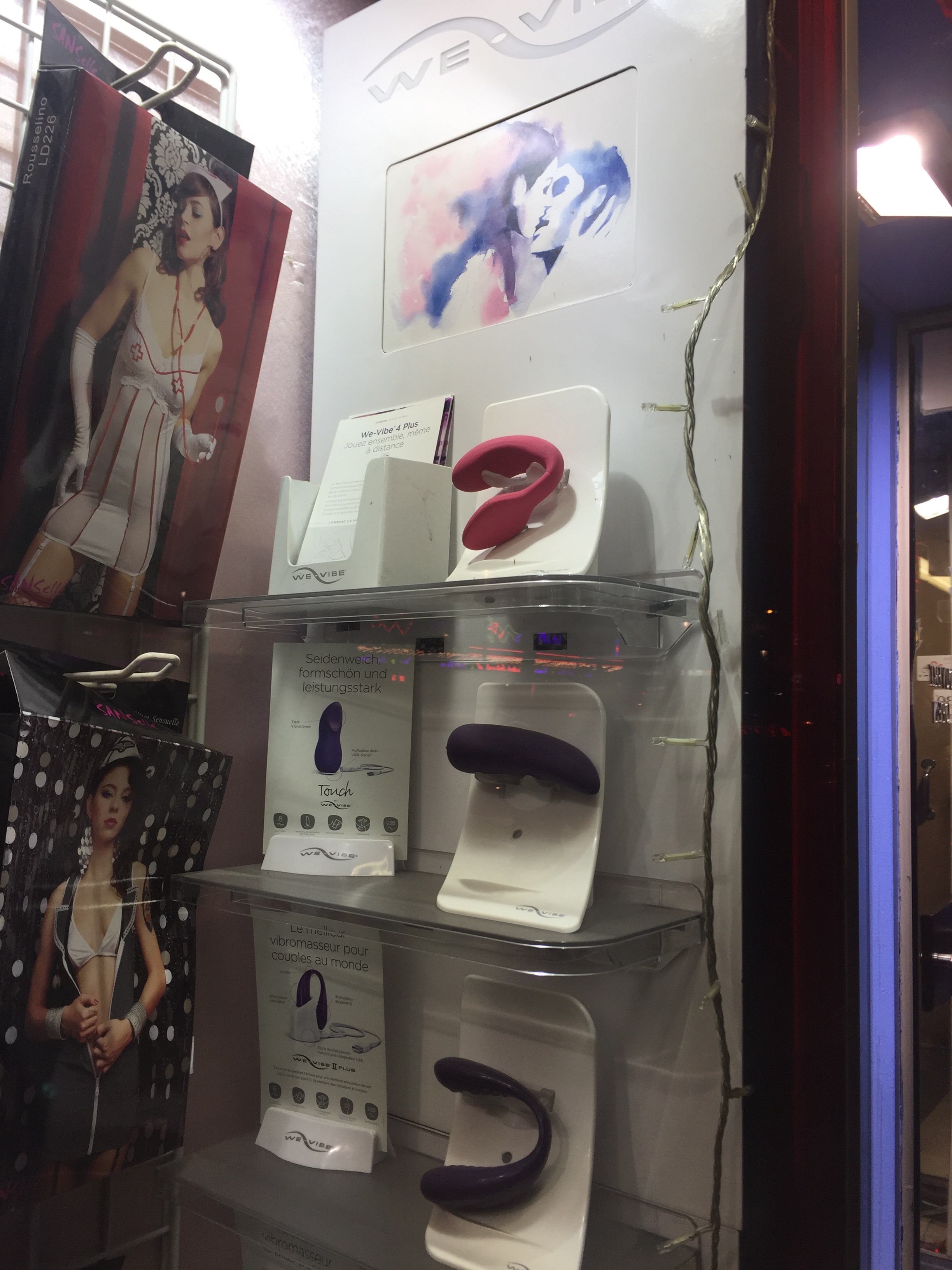
Een uitstalling met via het internet bedienbare vibrators van het merk We-Vibe in de etalage van een seksshop nabij de Place Pigalle in Parijs.

Teledildonica is een verzamelnaam voor op afstand bedienbare vibrators en tactiele oppervlakken waarmee partners elkaar op afstand seksueel genot kunnen schenken. Teledildonica brengt de gevoelens van aanrakingen op afstand over tussen twee of meerdere sekspartners die zich niet op dezelfde plaats bevinden, maar toch een gezamenlijke masturbatie willen genieten.

## Geschiedenis
Volgens een artikel in de Chicago Tribune uit 1993 zou "teledildonica de technologie zijn waardoor deelnemers, gehuld in speciale pakken en uitgerust met speciale handschoenen via door telefoonlijnen verbonden computers in een virtuele tactiele gemeenschap met elkaar kunnen gaan".

## Privacy
Teledildonica kan worden beschouwd als een deel van het Internet of Things, en zoals alle via het internet bereikbare materieel komen daarbij privacy-aspecten kijken. Een voorbeeld is de hack van de We-Vibe 4, waarbij via een bluetooth verbinding toegang tot het apparaat werd verkregen. Uit onderzoek bleek dat het apparaat ook gebruiksdata terugstuurde naar de fabrikant.

## Trivia
- Er bestaat ook een doe-het-zelfgemeenschap die opensource-teledildonica (zowel hardware als software) onder de mensen probeert te brengen. Daarnaast zijn er commerciële toepassingen zoals webcamgirls die hun klanten tegen betaling de apparatuur laten bedienen.[5][6]